# Gary Reed
Gary Reed (Corpus Christi, 25 ottobre 1981) è un ex mezzofondista canadese.

## Palmarès
| Anno | Manifestazione  | Sede     | Evento      | Risultato  | Prestazione | Note |
| ---- | --------------- | -------- | ----------- | ---------- | ----------- | ---- |
| 2005 | Mondiali        | Helsinki | 800 m piani | 8º         | 1'46"20     |      |
| 2007 | Mondiali        | Ōsaka    | 800 m piani | Argento    | 1'47"10     |      |
| 2008 | Giochi olimpici | Pechino  | 800 m piani | 4º         | 1'44"94     |      |
| 2009 | Mondiali        | Berlino  | 800 m piani | Semifinale | 1'45"60     |      |

## Campionati nazionali
2005
- Oro ai campionati canadesi, 800 m piani - 1'46"94

2006
- Bronzo ai campionati canadesi, 800 m piani - 1'50"73

2007
- Oro ai campionati canadesi, 800 m piani - 1'44"93

2008
- Oro ai campionati canadesi, 800 m piani - 1'45"61

2009
- Oro ai campionati canadesi, 800 m piani - 1'47"45

## Altre competizioni internazionali
2005
- 8º alla World Athletics Final ( Monaco), 800 m piani - 1'49"60

2006
- 8º al Golden Gala ( Roma), 800 m piani - 1'45"78
- 8º all'ISTAF Berlin ( Berlino), 800 m piani - 1'47"20

2007
- 7º al DN Galan ( Stoccolma), 1000 m piani - 2'18"68
- 4º all'Herculis ( Monaco, 800 m piani - 1'44"17
- 4º al Prefontaine Classic ( Eugene), 800 m piani - 1'45"46

2008
- 4º all'Herculis ( Monaco, 800 m piani - 1'43"68
- 5º al Prefontaine Classic ( Eugene), 800 m piani - 1'45"68

2009
- Bronzo alla World Athletics Final ( Salonicco), 800 m piani - 1'45"23
- 6º all'Herculis ( Monaco, 800 m piani - 1'44"24
- Bronzo al Memorial Van Damme ( Bruxelles), 800 m piani - 1'46"82
- 4º al Prefontaine Classic ( Eugene), 800 m piani - 1'46"37

2010
- 6º al Golden Spike ( Ostrava), 800 m piani - 1'46"09